# Carl Sagan
Carl Edward Sagan (Nueva York, 9 de noviembre de 1934-Seattle, 20 de diciembre de 1996) fue un astrónomo, astrofísico, cosmólogo, astrobiólogo, escritor y principalmente un reconocido divulgador científico estadounidense. Inicialmente fue profesor asociado de la Universidad de Harvard y posteriormente profesor principal de la Universidad de Cornell. En esta última, fue el primer científico en ocupar la Cátedra David Duncan de Astronomía y Ciencias del Espacio, creada en 1976, y además director del Laboratorio de Estudios Planetarios.
Fue un defensor del pensamiento escéptico científico y del método científico, pionero de la exobiología, promotor de la búsqueda de inteligencia extraterrestre a través del proyecto SETI. Impulsó el envío de mensajes a bordo de sondas espaciales, destinados a informar a posibles civilizaciones extraterrestres acerca de la cultura humana. Mediante sus observaciones de la atmósfera de Venus, fue de los primeros científicos en estudiar el efecto invernadero a escala planetaria.
Carl Sagan se hizo especialmente conocido gracias a la galardonada serie documental de televisión Cosmos: Un viaje personal, producida en 1980, de la que fue narrador y coautor. Fue la serie más vista de la historia de la televisión pública estadounidense, con una audiencia de unos 500 millones de personas en unos 60 países. Para acompañar la serie se publicó el libro Cosmos. También escribió la novela de ciencia ficción Contact, de 1985, en la que se basó la película homónima de 1997. Sus publicaciones, que contienen 595 000 artículos, están archivados en la Biblioteca del Congreso de EE.UU.
También publicó numerosos artículos científicos, y fue autor, coautor o editor de más de una veintena de libros de divulgación científica. En 1978 ganó el Premio Pulitzer de "Literatura general de no ficción" por su libro Los dragones del Edén.
A lo largo de su vida, Sagan recibió numerosos premios y condecoraciones por su labor como comunicador de la ciencia y la cultura. Hoy es considerado uno de los divulgadores de la ciencia más carismáticos e influyentes, gracias a su capacidad de transmitir las ideas científicas y los aspectos culturales al público no especializado con sencillez no exenta de rigor.

## Infancia y adolescencia
Nació en Brooklyn, Nueva York, en una familia de judíos ucranianos. Su padre, Sam Sagan, era un obrero de la industria textil nacido en Kamianets-Podilsky, Ucrania, y su madre, Rachel Molly Gruber, era ama de casa. Carl recibió su nombre en honor de la madre biológica de Rachel, Chaiya Clara, en palabras de Sagan "la madre que ella nunca conoció". Tenía una hermana llamada Carol.
La familia vivía en un modesto apartamento cerca del océano Atlántico, en Bensonhurst, un barrio de Brooklyn. Según Sagan, eran judíos reformistas, el más liberal de los tres principales grupos judíos. Tanto Carl como su hermana coinciden en que su padre no era especialmente religioso, pero que su madre indudablemente creía en Dios, y participaba activamente en el templo...; y solo servía carne kosher. Durante el auge de la Gran Depresión, su padre tuvo que aceptar un empleo como acomodador de cine.
Según el biógrafo Keay Davidson, la guerra interior de Sagan era resultado de la estrecha relación que mantenía con sus padres, quienes eran opuestos en muchos sentidos. Sagan atribuía sus posteriores impulsos analíticos a su madre, una mujer que conoció la pobreza extrema siendo niña, y que había crecido casi sin hogar en la ciudad de Nueva York, durante la Primera Guerra Mundial y la década de 1920. Tenía las ambiciones propias de una mujer joven, pero bloqueadas por las restricciones sociales, por su pobreza, por ser mujer y esposa, y por ser judía. Davidson señala que ella, por tanto, adoraba a su hijo; él haría realidad sus sueños no cumplidos.
Sin embargo, su capacidad para sorprenderse venía de su padre. En su tiempo libre, regalaba manzanas a los pobres o ayudaba a suavizar las tensiones entre patronos y obreros en la tumultuosa industria textil de Nueva York. Aunque intimidado por la brillantez de Carl, por sus infantiles parloteos sobre estrellas y dinosaurios, se tomó con calma la curiosidad de su hijo, como parte de su educación. Años más tarde, como escritor y científico, Carl recurriría a sus recuerdos de la infancia para ilustrar ideas científicas, como hizo en su libro El mundo y sus demonios. Sagan describe así la influencia de sus padres en su pensamiento posterior:

Mis padres no eran científicos. No sabían casi nada de ciencia. Pero al iniciarme simultáneamente al escepticismo y a hacerme preguntas, me enseñaron los dos modos de pensamiento que conviven precariamente y que son fundamentales para el método científico.

### La Exposición Universal de 1939
Sagan recordaba que vivió una de sus mejores experiencias cuando, con cuatro o cinco años de edad, sus padres lo llevaron a la Exposición Universal de Nueva York de 1939, lo cual fue un punto de inflexión en su vida. Tiempo después recordaba el mapa móvil de la América del Mañana:

Se veían hermosas autopistas y cruces a nivel y pequeños coches General Motors que llevaban gente a los rascacielos, edificios con bonitos pináculos, arbotantes... ¡y todo tenía una pinta genial!

En otras exhibiciones, recordaba cómo una lámpara que iluminaba una célula fotoeléctrica creaba un sonido crujiente, y cómo el sonido de un diapasón se convertía en una onda en un osciloscopio. También fue testigo de la tecnología del futuro que reemplazaría a la radio: la televisión. Sagan escribió:

Sencillamente, el mundo contenía maravillas que yo nunca había imaginado. ¿Cómo podía convertirse un tono en una imagen, y una luz convertirse en ruido?

También pudo ver uno de los eventos más publicitados de la Exposición: el entierro de una cápsula del tiempo en Flushing Meadows, que contenía recuerdos de la década de 1930 para ser recuperados por las generaciones venideras de un futuro milenio. "La cápsula del tiempo emocionó a Carl", escribe Davidson. De adulto, Sagan y sus colegas crearon cápsulas del tiempo similares, pero para enviarlas a la galaxia: la placa de la Pioneer y el disco de oro de las Voyager fueron producto de los recuerdos de Sagan sobre la Exposición Universal.

### La Segunda Guerra Mundial
Durante la Segunda Guerra Mundial, la familia de Sagan estuvo preocupada por el destino de sus parientes europeos. Sagan, sin embargo y por lo general, no fue consciente de los detalles sobre el curso de la guerra. Escribió: "Cierto es que tuvimos parientes que quedaron atrapados en el Holocausto. Hitler no era un sujeto popular en nuestra casa... Pero, por otro lado, yo estuve bastante aislado de los horrores de la guerra". Su hermana, Carol, dijo que su madre por encima de todo quería proteger a Carl... Ella lo estaba pasando extraordinariamente mal con la II Guerra Mundial y el Holocausto. En su libro El mundo y sus demonios (1996), Sagan incluye sus recuerdos sobre aquel período conflictivo, cuando su familia se enfrentó a la realidad de la guerra en Europa, pero trató de evitar que esta socavara su espíritu optimista.

### Curiosidad por la naturaleza
Poco después de ingresar en la escuela elemental, Sagan comenzó a expresar una fuerte curiosidad por la naturaleza. Sagan recordaba sus primeras visitas en solitario a la biblioteca pública, a la edad de cinco años, cuando su madre le regaló un carné de lector. Quería saber qué eran las estrellas, ya que ninguno de sus amigos ni sus padres sabían darle una respuesta clara:

Fui al bibliotecario y pedí un libro sobre las estrellas... Y la respuesta fue sensacional. Resultó que el Sol era una estrella pero que estaba muy cerca. Las estrellas eran soles, pero tan lejanos que solo parecían puntitos de luz... De repente, la escala del universo se abrió para mí. Fue una especie de experiencia religiosa. Había algo magnífico en ello, una grandiosidad, una escala que jamás me ha abandonado. Que nunca me abandonará.

Por la época en que tenía seis o siete años, Sagan y un amigo fueron al Museo Americano de Historia Natural de la ciudad de Nueva York. Allí estuvieron en el Planetario Hayden y pasearon por las exhibiciones de objetos espaciales del museo, como los meteoritos, y las muestras de dinosaurios y animales en entornos naturales. Sagan escribió sobre esas visitas:

Me quedaba paralizado ante las representaciones en dioramas realistas de los animales y de sus hábitats de todo el mundo. Pingüinos sobre el hielo apenas iluminado de la Antártida... Una familia de gorilas, con el macho golpeándose el pecho... Un oso grizzly en pie sobre sus patas traseras, de diez o doce pies de alto, y mirándome fijamente a los ojos.

Los padres de Sagan ayudaron a alimentar el creciente interés de este por la ciencia comprándole juegos de química y materiales de lectura. Su interés por el espacio era, sin embargo, su principal foco, especialmente después de leer las historias de ciencia ficción de escritores como Edgar Rice Burroughs, quienes estimulaban su imaginación acerca de cómo sería la vida en otros planetas, como Marte. Según el biógrafo Ray Spangenburg, estos primeros años en los que Sagan trataba de comprender los misterios de los planetas, se convirtieron en una fuerza motora en su vida, una chispa continua para su intelecto, y una búsqueda que jamás sería olvidada.

## Formación y carrera científica

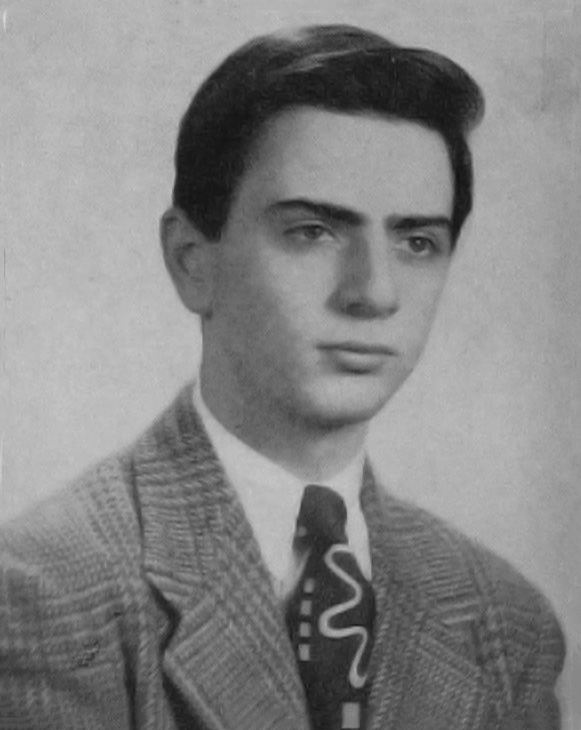
Sagan en el anuario de 1951 de la escuela secundaria Rahway

Carl Sagan se graduó en la Rahway High School de Rahway, Nueva Jersey, en 1951. Se matriculó en la Universidad de Chicago, donde participó en la Ryerson Astronomical Society. En esta universidad se graduó 1954 en Artes con honores especiales y generales, en 1955 se graduó en Ciencias y en 1956 obtuvo un máster en Física, para luego doctorarse en Astronomía y Astrofísica en 1960. Durante su etapa de pregrado, Sagan trabajó en el laboratorio del genetista Hermann Joseph Muller. De 1960 a 1962, Sagan disfrutó de una Beca Miller para la Universidad de California, Berkeley. Mientras tanto, publicó un artículo en 1961 en la revista Science sobre la atmósfera de Venus, mientras también trabajaba con el equipo Mariner 2 de la NASA, y ejerció como "Consultor de Ciencias Planetarias" para la Corporación RAND. De 1962 a 1968, trabajó en el Smithsonian Astrophysical Observatory en Cambridge, Massachusetts.

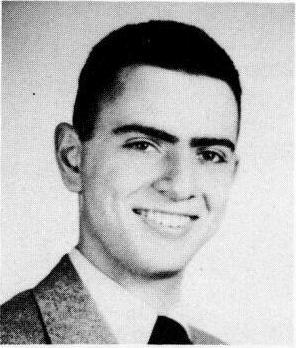
Sagan en el anuario de 1954 de la Universidad de Chicago.

Después de la publicación del artículo de Sagan en Science, en 1961 los astrónomos de la Universidad de Harvard Fred Whipple y Donald Menzel le ofrecieron a Sagan la oportunidad de dar un coloquio en Harvard y posteriormente le ofrecieron un puesto de conferenciante en la institución. En cambio, Sagan pidió que lo nombraran profesor asistente, y finalmente Whipple y Menzel pudieron convencer a Harvard de que le ofreciera a Sagan el puesto de profesor asistente que solicitó. Sagan dio conferencias, realizó investigaciones y asesoró a estudiantes de posgrado en la institución desde 1963 hasta 1968, además de trabajar en el Observatorio Astrofísico Smithsoniano, también ubicado en Cambridge, Massachusetts.
En 1968, a Sagan se le denegó la titularidad en Harvard. Más tarde indicó que la decisión fue muy inesperada. La denegación de la titularidad se ha achacado a varios factores, entre ellos que centraba sus intereses de forma demasiado amplia en una serie de áreas (mientras que la norma en el mundo académico es convertirse en un experto de renombre en una estrecha especialidad), y tal vez debido a su bien publicitada defensa científica, que algunos científicos percibieron como si tomara prestadas las ideas de otros para poco más que la autopromoción. Un asesor de sus años de estudiante universitario, Harold Urey, escribió una carta al comité de titularidad en la que recomendaba encarecidamente no conceder la titularidad a Sagan.
Por lo que Sagan impartió clases e investigó en la Universidad de Harvard hasta 1968, año en que se incorporó a la Universidad Cornell en Ithaca, Nueva York, donde dio cursos de pensamiento crítico hasta su muerte en 1996. En 1971, fue nombrado profesor titular y director del Laboratorio de Estudios Planetarios. De 1972 a 1981, Sagan fue director Asociado del Centro de Radiofísica e Investigación Espacial de Cornell. Desde 1976 hasta su muerte, fue el primer titular de la Cátedra David Duncan de Astronomía y Ciencias del Espacio. En Londres, impartió la edición de 1977 de las Royal Institution Christmas Lectures.
Sagan estuvo vinculado al programa espacial estadounidense desde los inicios de este. Desde la década de 1950, trabajó como asesor de la NASA, donde uno de sus cometidos fue dar las instrucciones del Programa Apolo a los astronautas participantes antes de partir hacia la Luna. Sagan participó en muchas de las misiones que enviaron naves espaciales robóticas a explorar el sistema solar, preparando experimentos para varias expediciones. Concibió la idea de añadir un mensaje universal y perdurable a las naves destinadas a abandonar el sistema solar que pudiese ser potencialmente comprensible por cualquier inteligencia extraterrestre que lo encontrase. Sagan preparó el primer mensaje físico enviado al espacio exterior: una placa anodizada, unida a la sonda espacial Pioneer 10, lanzada en 1972. La Pioneer 11, que llevaba otra copia de la placa, fue lanzada al año siguiente. Sagan continuó refinando sus diseños; el mensaje más elaborado que ayudó a desarrollar y preparar fue el Disco de Oro de las Voyager, que fue enviado con las sondas espaciales Voyager en 1977. Sagan se opuso frecuentemente a la decisión de financiar el transbordador espacial y la estación espacial a expensas de futuras misiones robóticas.
De 1968 a 1979, Sagan fue editor de la Revista Icarus, publicación para profesionales sobre investigación planetaria. Fue cofundador de la Sociedad Planetaria, el mayor grupo del mundo dedicado a la investigación espacial, con más de cien mil miembros en más de 149 países, y fue miembro del Consejo de Administración del Instituto SETI. Sagan ejerció también de presidente de la División de Ciencia Planetaria (DPS) de la Sociedad Astronómica Americana, de presidente de la Sección de Planetología de la American Geophysical Union y de presidente de la Sección de Astronomía de la Asociación Estadounidense para el Avance de la Ciencia.

## Logros científicos

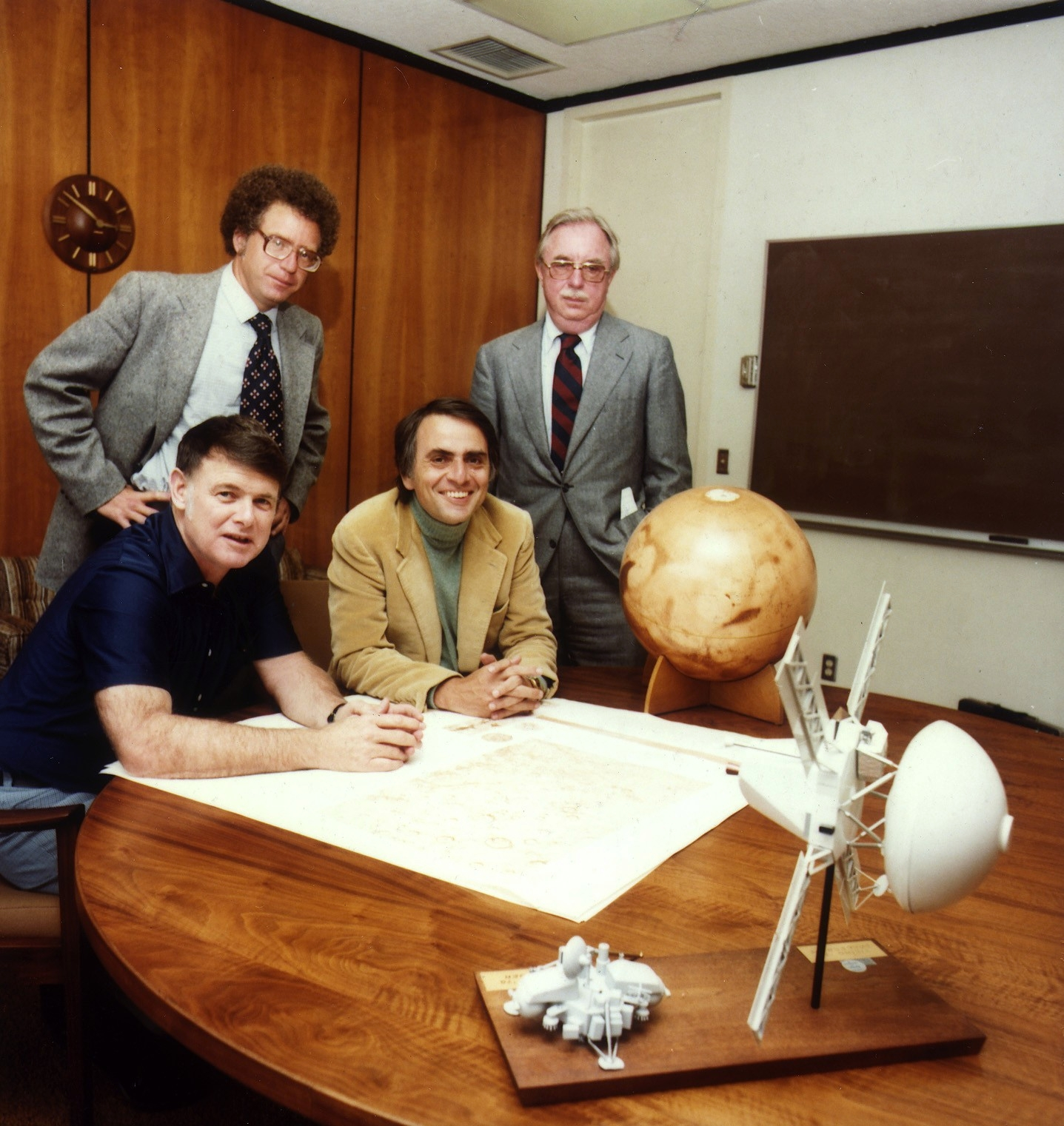
Los fundadores de la Sociedad Planetaria. Carl Sagan, sentado a la derecha.

Las contribuciones de Sagan fueron vitales para el descubrimiento de las altas temperaturas superficiales del planeta Venus. A comienzos de la década de 1960 nadie sabía a ciencia cierta cuáles eran las condiciones básicas de la superficie de dicho planeta, y Sagan enumeró las posibilidades en un informe que posteriormente fue divulgado en un libro de Time-Life titulado Planetas. En su opinión, Venus era un planeta seco y muy caliente, oponiéndose al paraíso templado que otros imaginaban. Había investigado las emisiones de radio procedentes de Venus y llegado a la conclusión de que la temperatura superficial de este debía de ser de unos 380 °C. Como científico visitante del Laboratorio de Propulsión a Chorro de la NASA, participó en las primeras misiones del Programa Mariner a Venus, trabajando en el diseño y gestión del proyecto. En 1962, la sonda Mariner 2 confirmó sus conclusiones sobre las condiciones superficiales del planeta.
Sagan fue de los primeros en plantear la hipótesis de que una de las lunas de Saturno, Titán, podría albergar océanos de compuestos líquidos en su superficie, y que una de las lunas de Júpiter, Europa, podría tener océanos de agua subterráneos. Esto haría que Europa fuese potencialmente habitable por formas de vida. El océano subterráneo de agua de Europa fue posteriormente confirmado de forma indirecta por la sonda espacial Galileo. El misterio de la bruma rojiza de Titán también fue resuelto con la ayuda de Sagan, debiéndose a moléculas orgánicas complejas en constante lluvia sobre la superficie de la luna saturniana.
Sagan también contribuyó a mejorar la  comprensión de las atmósferas de Venus y Júpiter y de los cambios estacionales de Marte. Determinó que la atmósfera de Venus es extremadamente caliente y densa, con presiones aumentando gradualmente hasta la superficie planetaria. También percibió el calentamiento global como un peligro creciente de origen humano, y comparó su progreso en la Tierra con la evolución natural de Venus: camino a convertirse en un planeta caliente y no apto para la vida como consecuencia de un efecto invernadero fuera de control. También estudió las variaciones de color de la superficie de Marte y concluyó que no se trataba de cambios estacionales o vegetales, como muchos creían, sino de desplazamientos del polvo superficial causados por tormentas de viento.
Sin embargo, Sagan es más conocido por sus investigaciones sobre la posibilidad de la vida extraterrestre, incluyendo la demostración experimental de la producción de aminoácidos mediante radiación y a partir de reacciones químicas básicas. Él y su colega de Cornell, Edwin Ernest Salpeter, especularon sobre la posibilidad de la existencia de vida en las nubes de Júpiter, dada la composición de la densa atmósfera del planeta, rica en moléculas orgánicas.

## Activismo

### Pacifista
Sagan creía que la ecuación de Drake, a falta de estimaciones más razonables, sugiere la formación de un gran número de civilizaciones extraterrestres, pero la falta de evidencia de la existencia de las mismas, resaltada por la paradoja de Fermi, indicaría la tendencia de las civilizaciones tecnológicas hacia la autodestrucción. Esto dio pie a su interés en identificar y dar a conocer las diversas maneras en que la humanidad podría destruirse a sí misma, con la esperanza de poder evitar dicha catástrofe y, finalmente, posibilitar que los seres humanos se conviertan en una especie capaz de viajar por el espacio. La profunda preocupación de Sagan acerca de una potencial destrucción de la civilización humana en un holocausto nuclear quedó plasmada en una memorable secuencia en el último episodio de la serie Cosmos, titulado ¿Quién habla en nombre de la Tierra?. Sagan acababa de dimitir de su puesto en el Consejo Científico Asesor de las Fuerzas Aéreas estadounidenses y de rechazar voluntariamente su autorización de acceso a asuntos ultrasecretos en protesta por la guerra de Vietnam. Tras su matrimonio con la escritora y activista, Ann Druyan, en junio de 1981, Sagan incrementó su actividad política, concretamente en su oposición a la carrera armamentística nuclear, durante la presidencia de Ronald Reagan.
| La ciencia es más que un cuerpo de conocimientos; es una forma de pensar. Tengo un presentimiento de un Estados Unidos en la época de mis hijos o nietos, cuando Estados Unidos es una economía de servicios e información; cuando casi todas las industrias manufactureras clave se han ido a otros países; cuando unos poderes tecnológicos asombrosos están en manos de unos pocos, y nadie que represente el interés público puede siquiera comprender los problemas; cuando la gente ha perdido la capacidad de establecer sus propias agendas o cuestionar con conocimiento a las autoridades; cuando, aferrados a nuestros cristales y consultando nerviosamente nuestros horóscopos, nuestras facultades críticas en decadencia, incapaces de distinguir entre lo que se siente bien y lo que es verdad, nos deslizamos, casi sin darnos cuenta, de regreso a la superstición y la oscuridad.—Carl Sagan en El Mundo y sus Demonios (1995) |

En el clímax de la Guerra Fría, Sagan dedicó parte de sus esfuerzos a concienciar a la opinión pública sobre los efectos de una guerra nuclear cuando un modelo matemático del clima sugirió que un intercambio nuclear de proporciones suficientes podría desestabilizar el delicado equilibrio de la vida en la Tierra. Fue uno de los cinco autores (el autor "S") del informe TTAPS, como fue conocido dicho artículo de investigación. Finalmente, fue coautor del artículo científico que planteaba la hipótesis de un invierno nuclear global tras una guerra nuclear. En su libro El mundo y sus demonios, Carl Sagan relató su participación en los debates políticos sobre el invierno nuclear. También fue coautor del libro A Path Where No Man Thought: Nuclear Winter and the End of the Arms Race ("Un camino que ningún humano pensó: el invierno nuclear y el fin de la carrera armamentista"), un análisis exhaustivo del fenómeno del invierno nuclear.
En marzo de 1983, Reagan dio a conocer la llamada Iniciativa de Defensa Estratégica, un proyecto en el que se invirtieron miles de millones de dólares para desarrollar un completo sistema de defensa contraataques con misiles nucleares, que fue popularmente conocido como Programa Guerra de las Galaxias. Sagan se opuso al proyecto, argumentando que era técnicamente imposible desarrollar un sistema semejante con el nivel de perfección requerido, y que sería mucho más caro elaborarlo que para un enemigo el eludirlo mediante señuelos u otros medios, y que su construcción desestabilizaría seriamente la balanza nuclear entre los Estados Unidos y la Unión Soviética, tornando imposible cualquier progreso hacia el desarme nuclear.
Cuando el líder soviético Mijaíl Gorbachov declaró una moratoria unilateral sobre las pruebas de armamento nuclear, que comenzaría el 6 de agosto de 1985, en el 40 aniversario de los bombardeos atómicos sobre Hiroshima y Nagasaki, el gobierno de Reagan desestimó la dramática iniciativa tachándola de propaganda, y rechazó seguir el ejemplo soviético. En respuesta, activistas antinucleares y pacifistas estadounidenses llevaron a cabo una serie de protestas en el emplazamiento de pruebas de Nevada, que se iniciarían el domingo de Pascua de 1986 y continuarían hasta 1987. Cientos de personas fueron arrestadas, incluyendo a Sagan, quien fue detenido en dos ocasiones al tratar de saltar un cordón de seguridad.

### Búsqueda de vida extraterrestre
Sagan defendió la búsqueda de vida extraterrestre, instando a la comunidad científica a utilizar radiotelescopios para buscar señales procedentes de formas de vida extraterrestres potencialmente inteligentes. Sagan fue tan persuasivo que, en 1982, logró publicar en la revista Science una petición de defensa del Proyecto SETI firmada por 70 científicos entre los que se encontraban siete ganadores del Premio Nobel, lo que supuso un enorme espaldarazo a la respetabilidad de un campo tan controvertido. Sagan también ayudó al Dr. Frank Drake para preparar el mensaje de Arecibo, una emisión de radio dirigida al espacio desde el radiotelescopio de Arecibo el 16 de noviembre de 1974, destinada a informar sobre la existencia de la Tierra a posibles seres extraterrestres.

### Defensor de la marihuana
Sagan fue consumidor y defensor del uso de la marihuana. Bajo el pseudónimo Mr. X, aportó un ensayo sobre el cannabis fumado al libro de 1971, Marihuana Reconsidered. El ensayo explicaba que el uso de la marihuana había ayudado a inspirar parte de los trabajos de Sagan y a mejorar sus experiencias sensoriales e intelectuales. Tras la muerte de Sagan, su amigo Lester Grinspoon desveló esta información al biógrafo Keay Davidson. La publicación de la biografía Carl Sagan: Una vida, en 1999, atrajo la atención de los medios hacia este aspecto de la vida de Sagan. Poco después de su muerte, su viuda, Ann Druyan, aceptó formar parte de la junta asesora de la NORML, una fundación dedicada a la reforma de la legislación sobre el cannabis.

## Vida privada, ideas y creencias

### Matrimonios y descendencia
Sagan contrajo matrimonio tres veces: desde 1957 a 1964, con la bióloga Lynn Margulis, madre del escritor Dorion Sagan y del programador y empresario informático Jeremy Sagan; desde 1968 a 1981, con la artista y guionista Linda Salzman, madre del escritor y guionista Nick Sagan; y en 1981, con la escritora y activista Ann Druyan, madre de la productora, guionista y directora Sasha Sagan y de Sam Sagan; unión que duraría hasta la muerte del científico en 1996.

### Ciencia y religión
El escritor Isaac Asimov describió a Sagan como una de las dos únicas personas que había conocido cuyo intelecto superaba al suyo, siendo la otra el informático y experto en inteligencia artificial, Marvin Minsky.
Sagan escribía a menudo sobre la religión y sobre la relación entre esta y la ciencia, expresando su escepticismo sobre la convencional conceptualización de Dios como ser sapiente:

Alguna gente piensa en Dios imaginándose un hombre anciano, de grandes dimensiones, con una larga barba blanca, sentado en un trono en algún lugar ahí arriba en el cielo, llevando afanosamente la cuenta de la muerte de cada gorrión. Otros —por ejemplo, Baruch Spinoza y Albert Einstein— consideraban que Dios es básicamente la suma total de las leyes físicas que describen al universo. No sé de ningún indicio de peso en favor de algún patriarca capaz de controlar el destino humano desde algún lugar privilegiado oculto en el cielo, pero sería estúpido negar la existencia de las leyes físicas.

En otra descripción de su punto de vista sobre Dios, Sagan afirma rotundamente:

La idea de que Dios es un hombre blanco de grandes dimensiones y de larga barba blanca, sentado en el cielo y que lleva la cuenta de la muerte de cada gorrión es ridícula. Pero si por Dios uno entiende el conjunto de leyes físicas que gobiernan el universo, entonces está claro que dicho Dios existe. Este Dios es emocionalmente insatisfactorio... no tiene mucho sentido rezarle a la ley de la gravedad.

En el libro El mundo y sus demonios (1995), Sagan ejemplifica la falacia del argumento especial con ejemplos exclusivamente religiosos:

Un argumento especial, a menudo para salvar una proposición en un problema retórico profundo (p. ej.: ¿Cómo puede un Dios compasivo condenar al tormento a las generaciones futuras porque, contra sus órdenes, una mujer indujo a un hombre a comerse una manzana? Argumento especial: no entiendes la sutil doctrina del libre albedrío. O: ¿Cómo puede haber un Padre, Hijo y Espíritu Santo igualmente divinos en la misma persona? Argumento especial: no entiendes el misterio divino de la Santísima Trinidad. O:  ¿Cómo podía permitir Dios que los seguidores del judaísmo, cristianismo e islam —obligados cada uno a su modo a medidas heroicas de amabilidad afectuosa y compasión— perpetraran tanta crueldad durante tanto tiempo? Argumento especial: otra vez no entiendes el libre albedrío. Y, en todo caso, los caminos de Dios son misteriosos);

En 1996, en respuesta a una pregunta acerca de sus creencias religiosas, Sagan contestó: Soy agnóstico. El punto de vista de Sagan sobre la religión ha sido interpretado como una forma de panteísmo comparable a la creencia de Einstein en el Dios de Spinoza. Sagan sostenía que la idea de un creador del universo era difícil de probar o refutar, y que el único descubrimiento científico que podría desafiarla sería el de un universo infinitamente viejo. Según su última esposa, Ann Druyan, Sagan no era creyente:

Cuando mi esposo murió, debido a que era tan famoso y conocido por ser un no creyente, muchas personas se me acercaban —todavía sucede a veces— a preguntarme si Carl cambió al final y se convirtió en un creyente en la otra vida. También me preguntan con frecuencia si creo que le volveré a ver. Carl se enfrentó a su muerte con infatigable valor y jamás buscó refugio en ilusiones. Lo trágico fue saber que jamás nos volveríamos a ver. No espero volver a reunirme con Carl.

En 2006, Ann Druyan editó las Conferencias Gifford sobre Teología Natural, impartidas por Sagan en Glasgow, en el año 1985, incluyéndolas en un libro llamado La diversidad de la ciencia: una visión personal de la búsqueda de Dios, en el que el astrónomo expone su punto de vista sobre la divinidad en el mundo natural.

### Librepensador y escéptico

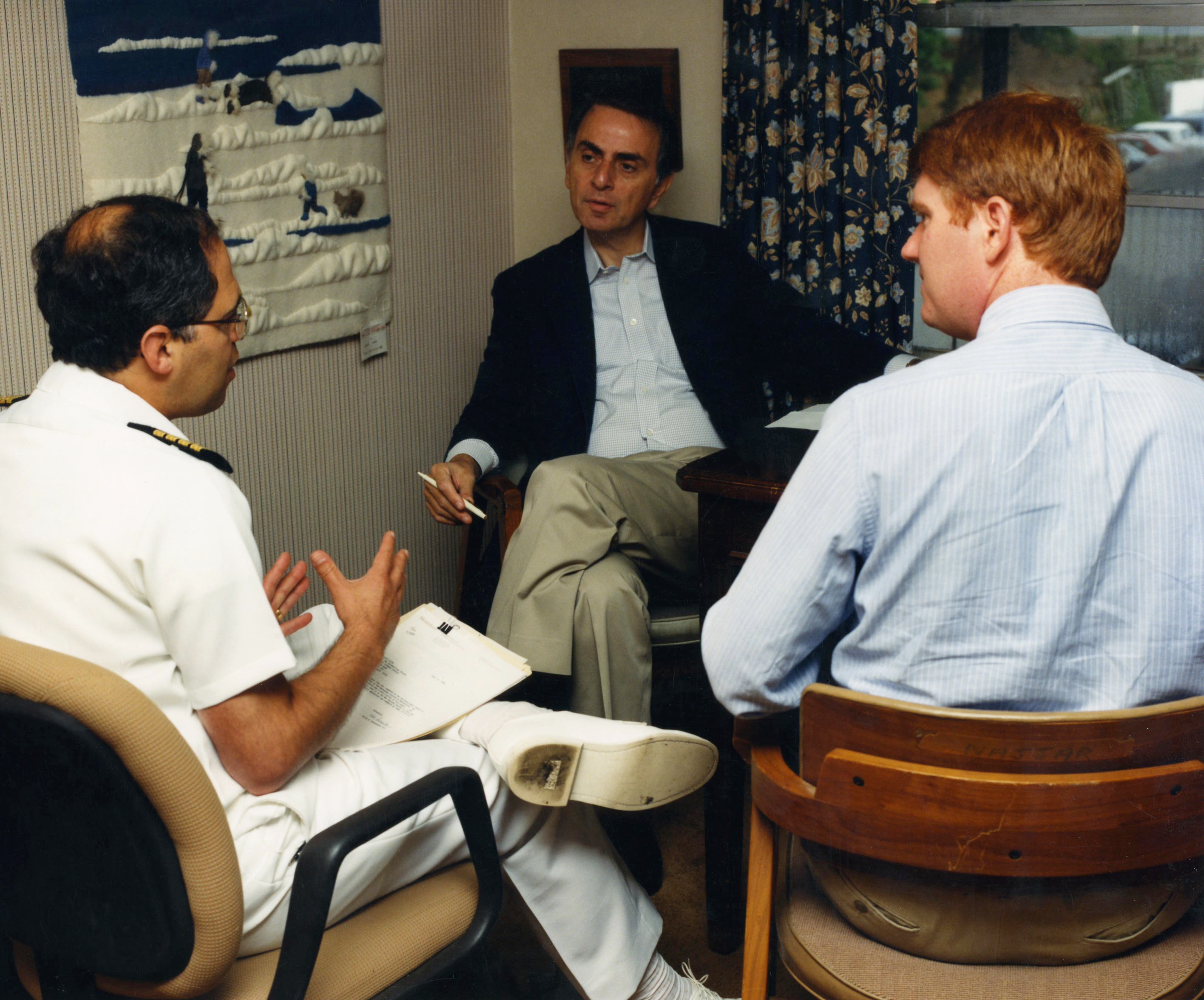
Carl Sagan (en el centro) charla con trabajadores de los CDC, en 1988.

Sagan también está considerado como librepensador y escéptico; una de sus frases más famosas, de la serie Cosmos, es: Afirmaciones extraordinarias requieren evidencia extraordinaria, conocida como el estándar de Sagan. Dicha frase está basada en otra casi idéntica de su colega fundador del Comité para la Investigación Escéptica, Marcello Truzzi: Una afirmación extraordinaria requiere una prueba extraordinaria. Esta idea tuvo su origen en Pierre-Simon Laplace (1749–1827), matemático y astrónomo francés, quien dijo que el peso de la evidencia de una afirmación extraordinaria debe ser proporcional a su rareza.
A lo largo de su vida, los libros de Sagan fueron desarrollados sobre su visión del mundo, naturalista y escéptica. En El mundo y sus demonios, Sagan presentó herramientas para probar argumentos y detectar falacias y fraudes, abogando esencialmente por el uso extensivo del pensamiento crítico y del método científico. La recopilación Miles de millones, publicada en 1997 tras la muerte de Sagan, contiene ensayos, como su visión sobre el aborto, y el relato de su viuda, Ann Druyan, sobre su muerte como escéptico, agnóstico y librepensador.
Sagan advirtió contra la tendencia humana hacia el antropocentrismo. Fue asesor de los Alumnos de Cornell por el Trato Ético hacia los Animales. Hacia el final del capítulo Blues para un planeta rojo, del libro Cosmos, Sagan escribió: «Si hay vida en Marte creo que no deberíamos hacer nada con el planeta. Marte pertenecería entonces a los marcianos, aunque los marcianos fuesen solo microbios».

### El fenómeno ovni
Sagan mostró interés en los informes sobre el fenómeno ovni al menos desde el 3 de agosto de 1952, cuando escribió una carta al secretario de Estado estadounidense Dean Acheson preguntándole cómo responderían los EE. UU. si los platillos volantes resultaran ser de origen extraterrestre. Posteriormente, en 1964, mantuvo varias conversaciones sobre el asunto con Jacques Vallée. A pesar de su escepticismo acerca de la obtención de cualquier respuesta extraordinaria a la cuestión ovni, Sagan creía que los científicos debían estudiar el fenómeno, aunque solo fuese por el gran interés que el asunto despertaba en el público.
Stuart Appelle comenta que Sagan «escribió frecuentemente sobre lo que él percibía como falacias lógicas y empíricas acerca de los ovnis y las experiencias de abducción. Sagan rechazaba la explicación extraterrestre del fenómeno pero tenía la sensación de que examinar los informes ovni tendría beneficios empíricos y pedagógicos, y que el asunto sería, por tanto, una materia de estudio legítima».
En 1966, Sagan fue miembro del Comité Ad Hoc para la Revisión del Proyecto Libro Azul, promovido por la Fuerza Aérea de los EE. UU. para investigar el fenómeno ovni. El comité concluyó que el Libro Azul dejaba qué desear como estudio científico, y recomendó la realización de un proyecto de corte universitario para someter el fenómeno a un escrutinio más científico. El resultado fue la formación del Comité Condon (1966-1968), liderado por el físico Edward Condon, y que, en su informe final, dictaminó formalmente que los ovnis, con independencia de su origen y significado, no se comportaban de manera consistente para representar una amenaza a la seguridad nacional.
Ron Westrum escribe: «El punto culminante del tratamiento que Sagan dio a la cuestión ovni fue el simposio de la AAAS de 1969. Los participantes expusieron un amplio abanico de opiniones formadas en el tema, incluyendo no solo a partidarios como James McDonald y J. Allen Hynek sino también a escépticos como los astrónomos William Hartmann y Donald Menzel. La lista de ponentes estaba equilibrada, y es mérito de Sagan el que dicho evento tuviera lugar a pesar de la presión ejercida por Edward Condon». Junto al físico Thornton Page, Sagan editó las conferencias y debates presentados en el simposio; estos se publicaron en 1972 bajo el título UFOs: A Scientific Debate. En algunos de los numerosos libros de Sagan se examina la cuestión ovni (al igual que en uno de los episodios de Cosmos) y se afirma la existencia de un trasfondo religioso del fenómeno.
En 1980, Sagan volvió a revelar su punto de vista sobre los viajes interestelares en la serie Cosmos. En una de sus últimas obras escritas, Sagan expuso que la probabilidad de que naves espaciales extraterrestres visitasen la Tierra era muy pequeña. Sin embargo, Sagan creía que era plausible que la preocupación causada por la Guerra Fría contribuyese a que los gobiernos desorientasen a los ciudadanos acerca de los ovnis, y que «algunos de los análisis e informes sobre ovnis, y quizá archivos voluminosos, hayan sido declarados inaccesibles al público que paga los impuestos... Es hora de que esos archivos sean desclasificados y puestos a disposición de todos». También previno acerca de sacar conclusiones sobre datos eliminados sobre los ovnis e insistió en que no existían claras evidencias de que posibles alienígenas hubieran visitado la Tierra ni en el pasado ni en el presente.

### Dilema de la desviación
En sus últimos años, Sagan abogó por la creación de una búsqueda organizada de objetos cercanos a la Tierra (NEO, por sus siglas en inglés) que pudieran impactar contra esta. Muchos expertos, entre otras soluciones, sugirieron la creación de grandes bombas nucleares,  para poder alterar la órbita de un NEO susceptible a impactar contra la Tierra. Para Sagan, esto vendría a presentar un "dilema de la desviación": al existir la capacidad de alejar un asteroide de la Tierra, también existe la capacidad de desviar un objeto no amenazante hacia esta, creando así una auténtica arma de destrucción masiva.

### Hipótesis errónea
Debido a los incendios petroleros de Kuwait iniciados en enero de 1991, Sagan y sus colegas de "TTAPS" advirtieron que si el incendio se mantenía por varios meses, una cantidad suficiente de humo procedente de estos podría alcanzar una altura tal que llegase a desmantelar la actividad agrícola en el sur de Asia. Estas afirmaciones fueron el tema de un debate televisado entre Carl Sagan y el físico Frederick Singer para el programa televisivo Nightline, en el cual Sagan afirmó que los efectos del humo serían similares a los de un invierno nuclear.
Los incendios continuaron por varios meses antes de poder ser sofocados y no causaron ningún enfriamiento de talla continental. Sagan posteriormente reconoció, en El mundo y sus demonios, que dicha predicción no resultó ser correcta: estaba oscuro como boca de lobo a mediodía y las temperaturas cayeron entre 4 y 6 °C en el Golfo Pérsico, pero no fue mucho el humo que alcanzó altitudes estratosféricas y Asia se salvó. En 2007, un estudio aplicó modelos computacionales modernos a los incendios petroleros de Kuwait, encontrando que las columnas individuales de humo no son capaces de elevarse hasta la estratosfera, pero que el humo procedente de fuegos que abarquen una gran superficie, como algunos incendios forestales o los incendios de ciudades enteras producto de un ataque nuclear, sí que elevarían cantidades significativas de humo a niveles estratosféricos.

### 2001: Una odisea del espacio
Sagan ejerció brevemente como asesor en la película 2001: Una odisea del espacio, dirigida por Stanley Kubrick. Propuso que la película sugiriese, sin mostrarlo, la existencia de una superinteligencia extraterrestre.

## El caso Apple
En 1994, los ingenieros de Apple Computer denominaron al ordenador personal Power Macintosh 7100 con el nombre en clave Carl Sagan. El nombre solo fue utilizado internamente, pero a Sagan le preocupaba que se convirtiera en un medio de promoción del producto y envió a Apple una carta de desistimiento. Apple aceptó, pero los ingenieros respondieron cambiando el nombre en clave interno a BHA (siglas de Butt-Head Astronomer - Astrónomo Caraculo). Entonces Sagan, denunció a Apple por difamación ante el tribunal federal. El tribunal aceptó la petición de Apple de desestimar la acusación de Sagan y opinó, en obiter dictum, que un lector situado en el contexto comprendería que Apple estaba tratando claramente de responder de forma humorística y satírica, y que se fuerza la razón al concluir que el acusado trataba de criticar la reputación o competencia del demandante como astrónomo. No se ataca en serio la pericia de un científico al usar la expresión indeterminada "caraculo". Sagan, entonces, denunció el uso inicial de su nombre por alusiones, pero volvió a perder y Sagan apeló la resolución. En noviembre de 1995, se llegó a un acuerdo extrajudicial, y la oficina de patentes y marcas de Apple emitió un comunicado conciliatorio: Apple siempre ha sentido un gran respeto hacia el Dr. Sagan. Nunca fue intención de Apple el causarle al Dr. Sagan o a su familia ninguna vergüenza o preocupación.

## Enfermedad y fallecimiento
Dos años después de diagnosticársele una mielodisplasia, y después de someterse a tres trasplantes de médula ósea procedente de su hermana, el Dr. Carl Sagan falleció de neumonía a los 62 años de edad en el Centro de Investigación del Cáncer Fred Hutchinson de Seattle, Washington, el 20 de diciembre de 1996. Fue enterrado en el Cementerio Lakeview, Ithaca, Nueva York.

## Reconocimientos y premios

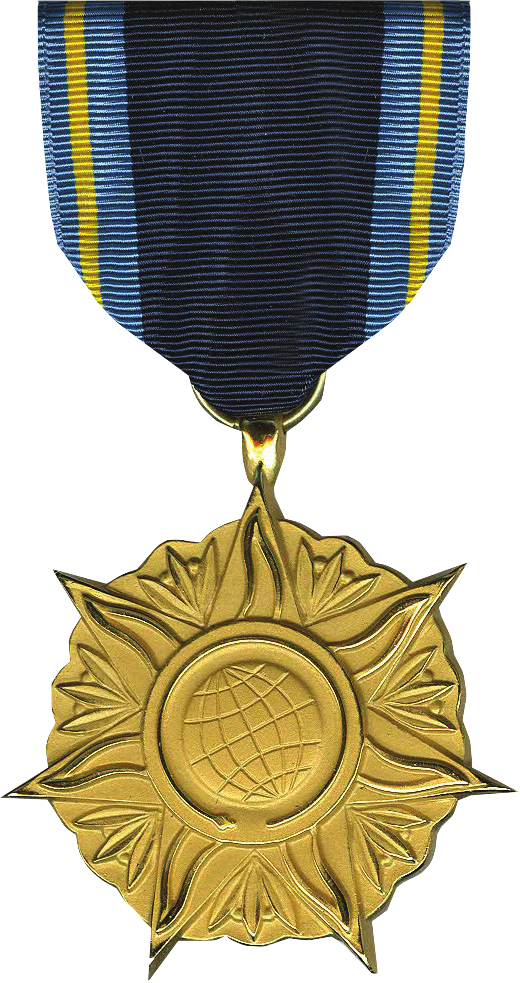
Medalla de la NASA al Servicio Público Distinguido. Sagan la obtuvo en 1977.

Carl Sagan ha recibido diversos premios, condecoraciones y honores entre los que destacan:
- Beca Miller de Investigación (1960-1962) del Instituto Miller.
- Premio del Programa Apolo concedido por la NASA.
- Premio Klumpke-Roberts (1974) de la Sociedad Astronómica del Pacífico.
- Premio John W. Campbell Memorial Especial no ficción (1974) por La conexión cósmica.[64]
- Medalla de la NASA al Servicio Público Distinguido (1977).
- Medalla de la NASA al Logro Científico Excepcional.
- Premio Pulitzer (1978) en la categoría de obra de no ficción general al ensayo Los dragones del Edén.
- Premio Lowell Thomas del Club de Exploradores en el 75.º Aniversario.
- Premio Peabody (1980) a la serie Cosmos.
- Premio Emmy (1981), en la categoría de Logro Destacado Individual, por la serie Cosmos: un viaje personal.
- Premio Primetime Emmy (1981), en la categoría de Serie Documental Destacada, por la serie Cosmos: un viaje personal.
- Premio Anual a la Excelencia Televisiva (1981) concedido por la Universidad Estatal de Ohio a la serie Cosmos: un viaje personal.
- Premio Hugo por el "Mejor Relato de No Ficción" (1981) al libro Cosmos.[65]
- Humanista del Año (1981) de la Asociación Humanista Americana.
- Premio John F. Kennedy de Astronáutica (1982) de la Sociedad Astronáutica Americana.[66]
- Premio Joseph Priestley — "Por destacadas contribuciones al bienestar de la humanidad".
- Medalla Konstantín Tsiolkovski otorgada por la Federación Soviética de Cosmonautas.
- Premio Locus (1986) a la novela Contacto.
- Premio Elogio de la Razón (1987) del Comité para la Investigación Científica de las Afirmaciones de lo Paranormal
- Premio Masursky de la Sociedad Astronómica Americana.
- Medalla Oersted (1990) de la Asociación Americana de Profesores de Física.
- Premio Galbert de Astronáutica.
- Premio Helen Caldicott al Liderazgo – otorgado por la Acción Femenina por el Desarme Nuclear.[cita requerida]
- Medalla de Bienestar Público (1994) de la Academia Nacional de Ciencias por sus destacadas contribuciones a la aplicación de la ciencia al bienestar público..[67]
- Premio Isaac Asimov (1994) del Comité para la Investigación Científica de las Afirmaciones de lo Paranormal.
- Premio San Francisco Chronicle (1998) por Contact.[cita requerida]
- Puesto 99 en la clasificación de estadounidenses más importantes, el 5 de junio de 2005, en la serie The Greatest American del Discovery Channel.
- Miembro del Salón de la Fama de Nueva Jersey desde 2009.

### Reconocimiento póstumo

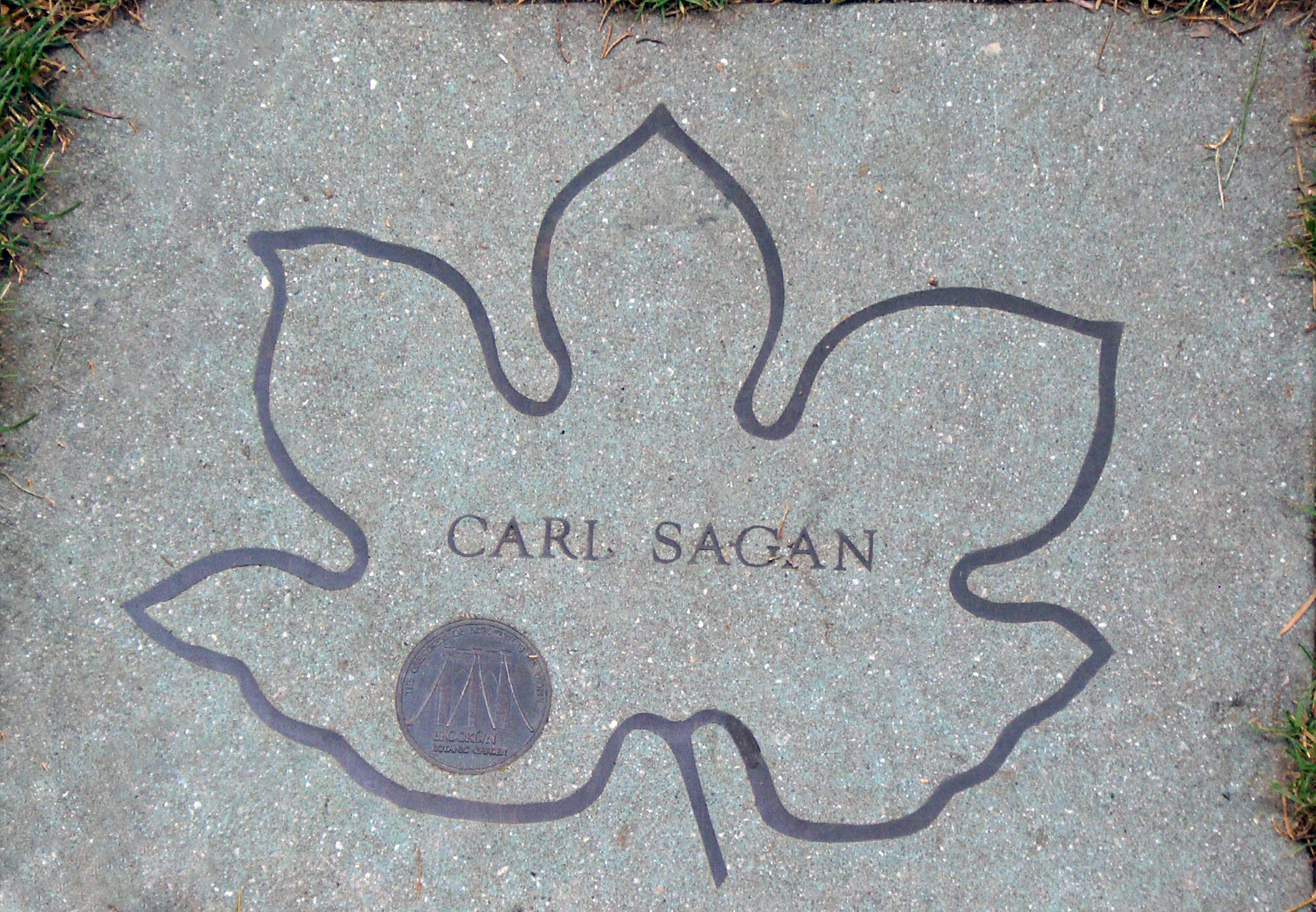
Lápida dedicada a Carl Sagan en el Sendero de los Famosos del Jardín Botánico de Brooklyn.

La película Contacto, de 1997, basada en la novela homónima de Sagan y acabada tras la muerte de este, finaliza con la dedicatoria Para Carl.
También en 1997 se inauguró en Ithaca, Nueva York, el Sagan Planet Walk, una recreación del sistema solar, con una extensión de 1,2 km, desde el centro de la zona peatonal (llamada The Commons) hasta el Sciencenter, un museo de la ciencia participativo, del que Sagan fue miembro fundador de la junta de asesores.
El lugar de aterrizaje de la nave no tripulada Mars Pathfinder fue rebautizado como Carl Sagan Memorial Station el 5 de julio de 1997. Además, el asteroide 2709 Sagan lleva dicho nombre en honor al científico.
Nick Sagan, hijo de Carl, es autor de varios episodios de la franquicia Star Trek. El episodio de la serie Star Trek: Enterprise titulado Terra Prime, muestra una breve imagen de los restos del robot explorador Sojourner, que formó parte de la misión Mars Pathfinder, situados junto a un monumento conmemorativo en la Carl Sagan Memorial Station, sobre la superficie marciana. El monumento muestra una frase de Sagan: Sea cual sea la razón por la que esteis en Marte, estoy encantado de que esteis aquí, y yo desearía estar con vosotros. Steve Squyres, alumno de Sagan, dirigió el equipo que depositó con éxito el rover Spirit y el rover Opportunity sobre Marte en 2004.
El 9 de noviembre de 2001, en el 67.º aniversario del nacimiento de Sagan, el Ames Research Center de la NASA dedicó al científico el emplazamiento del Centro Carl Sagan para el Estudio de la Vida en el Cosmos. El responsable de la NASA, Daniel Goldin dijo: "Carl fue un visionario increíble, y ahora su legado podrá ser preservado y ampliado por un laboratorio de investigación y formación del siglo XXI dedicado a mejorar nuestra comprensión de la vida en el universo y a enarbolar la causa de la exploración espacial por siempre jamás". Ann Druyan estuvo en la apertura de puertas del Centro, el 22 de octubre de 2006.
Para conmemorar el décimo aniversario de la muerte de Sagan, David Morrison, uno de sus antiguos alumnos, recordó las inmensas contribuciones de Sagan a la investigación planetaria, a la comprensión pública de la ciencia, y al movimiento escéptico en la revista Skeptical Inquirer.
Existen, al menos, tres premios que llevan el nombre de Sagan en honor a este:
- El Premio Carl Sagan para la Comprensión Pública de la Ciencia otorgado por el Consejo de Presidentes de la Sociedad Científica (CSSP). Sagan fue el primer galardonado en 1993.[70]
- El Premio Conmemorativo Carl Sagan, otorgado en conjunto desde 1997 por la Sociedad Astronáutica Americana y la Sociedad Planetaria.
- La Medalla Carl Sagan a la Excelencia en la Divulgación de la Ciencia Planetaria, otorgada desde 1998 por la División de Ciencias Planetarias (DPS) de la Sociedad Astronómica Americana, a los científicos planetarios en activo que hayan realizado algún trabajo destacado de divulgación. Sagan fue uno de los miembros del comité organizador original de la DPS.

En 2006, la Medalla Carl Sagan le fue concedida al astrobiólogo y escritor David Grinspoon, hijo de Lester Grinspoon, amigo de Sagan.
El 20 de diciembre de 2006, el décimo aniversario de la muerte de Sagan, el bloguero Joel Schlosberg organizó un blogatón para conmemorar el evento. La idea fue apoyada por Nick Sagan, y contó con la participación de muchos miembros de la comunidad bloguera.
En agosto de 2007, el Grupo de Investigaciones Independientes (IIG) otorgó a Sagan, a título póstumo, un premio a toda su carrera científica, honor también concedido a Harry Houdini y a James Randi.
En 2009, la compañía discográfica Third Man Records, organizó un proyecto de música electrónica denominado Symphony of Science a cargo del músico John Boswell, compuesto a partir de fragmentos sonoros y videos remezclados de varias obras de divulgación científica, incluida la serie Cosmos. Los videos resultantes almacenados en YouTube han recibido más de veinte millones de visionados. Gracias a las tareas de remezcla, se ha conseguido que Sagan "cante" en el tema A Glorious Dawn y "colabore" en otros.
Desde 2009, por inicitiava del Center for Inquiry, varias organizaciones en pro del humanismo secular y la investigación científica promueven la celebración del Día de Carl Sagan el 9 de noviembre de cada año.
El cortometraje de ciencia ficción sueco 2014 Wanderers utiliza fragmentos de la narración de Sagan de su libro Pale Blue Dot, reproducidos sobre imágenes creadas digitalmente de la posible expansión futura de la humanidad en el espacio exterior.
En febrero de 2015, la banda de música sinfónica con sede en Finlandia Nightwish lanzó la canción "Sagan" como una canción extra sin álbum para su sencillo "Élan". La canción, escrita por el compositor/tecladista de la banda Tuomas Holopainen, es un homenaje a la vida y obra del difunto Carl Sagan.
En agosto de 2015, se anunció que Warner Bros estaba planeando una película biográfica de la vida de Sagan.

### Miles de millones
A partir de su aparición en Cosmos y de sus frecuentes apariciones en el programa The Tonight Show Starring Johnny Carson, se le acuñó a Sagan la muletilla miles de millones y miles de millones —en inglés estadounidense, billions and billions—. Sagan afirmaba que él nunca utilizó esa frase en la serie. Lo más parecido que llegó a expresar está en el libro Cosmos, donde habla de "miles y miles de millones":

Una galaxia se compone de gas y de polvo y de estrellas, de miles y miles de millones de estrellas.

Sin embargo, su frecuente uso de la palabra billions, enfatizando la pronunciación de la "b" (de forma intencionada para no recurrir a alternativas más farragosas, como decir billions with a "b", para que el espectador distinguiese claramente dicha palabra de millions —millones—), le convirtieron en el blanco favorito de humoristas como Johnny Carson, Gary Kroeger, Mike Myers, Bronson Pinchot, Penn Jillette, Harry Shearer, y otros. Frank Zappa satirizó la expresión en su canción Be In My Video, junto con el término "luz atómica" (atomic light). Sagan se tomó todo esto de buen humor hasta tal punto que su último libro se tituló Miles de millones, iniciándolo con un análisis burlesco de la famosa expresión, señalando que el propio Carson era un aficionado a la astronomía y que sus números a menudo incluían elementos de ciencia real.
Sus habituales descripciones de enormes cantidades a escala cósmica inculcaron en la percepción popular la maravilla de la inmensidad del espacio y el tiempo, como por ejemplo, su frase El número total de estrellas en el Universo es mayor que el de todos los granos de arena de todas las playas del planeta Tierra. Como homenaje humorístico, se ha definido un sagan como una unidad de medida equivalente, al menos, a cuatro mil millones, puesto que el número más pequeño que puede ser descrito como miles de millones y miles de millones es dos mil millones más dos mil millones.

## Obra divulgativa

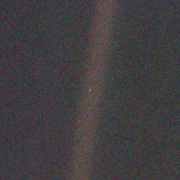
Un punto azul pálido: La Tierra no es más que un píxel brillante fotografiado desde la Voyager 1, a 6.000 millones de kilómetros de distancia (más allá de Plutón). Sagan convenció a la NASA para que generase esta imagen.

Sagan fue conocido por su labor como divulgador de la ciencia, por sus esfuerzos para incrementar la comprensión científica del público en general y por su posición en favor del escepticismo científico y contra las pseudociencias. Escribió libros de divulgación científica que reflejan y desarrollan algunos de los temas tratados en Cosmos, entre los que destacan Los dragones del Edén: Especulaciones sobre la evolución de la inteligencia humana (1977), que ganó un Premio Pulitzer y se convirtió en el libro de ciencia en inglés más vendido de todos los tiempos; y El cerebro de Broca: Reflexiones sobre el romance de la ciencia.
También escribió, en 1985, la exitosa novela de ciencia ficción Contacto, basada en un proyecto de guion que ideó con su esposa en 1979, pero no viviría para ver la adaptación cinematográfica del mismo, estrenada en 1997. Luego de Cosmos, escribió un libro llamado Un punto azul pálido: Una visión del futuro humano en el espacio, que fue seleccionado como libro destacado de 1995 por The New York Times. En enero de ese año, Sagan apareció en el programa de Charlie Rose, en el PBS. También escribió una introducción al exitoso libro de Stephen Hawking, Breve historia del tiempo, en su primera edición en lengua inglesa (1988). Dicha introducción fue sustituida en posteriores ediciones debido a que Sagan era el propietario de los derechos de copia.

### Libros
Ordenados cronológicamente, los años corresponden a las fechas de primera publicación en lengua inglesa. El ISBN puede no estar relacionado con el año.
- Vida inteligente en el Universo (Iósif Shklovski; coautor) (1966) - ISBN 978-84-7634-911-3
- Planetas (Jonathon Norton Leonard; coautor) (1966) - Acerca del posible origen, composición, atmósfera y superficie de los planetas, y sus posibilidades de albergar vida.
- Comunicación con inteligencias extraterrestres (1973) - ISBN 978-84-320-3551-7
- La conexión cósmica (1973) - Discute la probabilidad de la existencia de vida extraterrestre inteligente - ISBN 978-84-01-47090-5
- Marte y la mente del hombre (Arthur C. Clarke y otros; coautor) (1973) - Discusión entre diversos autores en relación con Marte, con ocasión de la llegada de Mariner 9 a dicho planeta - ISBN 978-0-06-010443-6
- Otros mundos (1975) - ISBN 978-0-552-66439-4
- Los dragones del Edén: Especulaciones sobre la evolución de la inteligencia humana (1977) - ISBN 0-394-41045-9
- El cerebro de Broca: reflexiones sobre el apasionante mundo de la ciencia (1979) - Recopilación de artículos científicos - ISBN 978-84-253-1334-9
- Cosmos (1980) - Libro complementario sobre la serie documental homónima; es su obra de divulgación más popular e influyente, y la que le hizo mundialmente famoso - ISBN 978-84-08-05304-0
- Murmullos de la Tierra: el mensaje interestelar del Voyager (1981) - ISBN 978-84-320-3598-2
- El cometa (con Ann Druyan) (1985) - Acerca del origen de los cometas, fue escrito en anticipación al paso del cometa Halley en 1986 - ISBN 978-84-320-4368-0
- Contacto (1985) - Novela sobre un eventual contacto con una civilización extraterrestre; sirvió de base para la película homónima de 1997 - ISBN 978-84-01-46223-8
- El frío y las tinieblas: el mundo después de una guerra nuclear (Paul R. Ehrlich; coautor) (1986) - ISBN 978-84-206-9525-9
- El invierno nuclear (con Richard Turco) (1991) - Analiza las posibles consecuencias que tendría una guerra nuclear sobre el clima terrestre - ISBN 978-84-01-24037-9
- Sombras de antepasados olvidados (con Ann Druyan) (1993) - Acerca de los orígenes de la especie humana y el desarrollo de las sociedades prehistóricas - ISBN 978-84-226-4853-6
- Un punto azul pálido: una visión del futuro humano en el espacio (1994) - Planteado como secuela de Cosmos, discute la posición del ser humano en el Universo y analiza sus posibilidades como especie viajera en el espacio - ISBN 978-84-08-05907-3
- El mundo y sus demonios: la ciencia como una luz en la oscuridad (1995) - Una defensa del método científico y del escepticismo frente a la superstición y la pseudociencia - ISBN 978-84-08-06015-4
- Miles de millones: pensamientos de vida y muerte en la antesala del milenio (1997) - Última obra escrita por Sagan, considerada como su testamento ideológico - ISBN 84-406-8009-9
- La diversidad de la ciencia: una visión personal de la búsqueda de Dios (por Ann Druyan) (2006) - Recopilación póstuma de las intervenciones de Sagan en las Conferencias Gifford sobre Teología Natural - ISBN 978-84-08-07455-7

### Serie «Cosmos»
En 1980, Sagan fue presentador, coautor y coproductor, junto a su esposa Ann Druyan y Steven Soter, de la popular serie de televisión de trece capítulos, Cosmos: Un viaje personal, producida por PBS, y que seguía el formato de la también serie El ascenso del hombre, presentada por Jacob Bronowski. Esta abarcó un amplio espectro de materias científica que incluían el origen de la vida y la evolución del Universo y de la cultura de la especie humana, planteada esta como medio de autoconocimiento del primero. Es su obra de divulgación más popular e influyente, y la que le hizo mundialmente famoso.
La serie ganó un Premio Emmy y un Premio Peabody. Ha sido emitida en más de 60 países y vista por más de 600 millones de personas, convirtiéndose en el programa del PBS más visto de la historia. Además, la revista Time publicó un artículo de portada sobre Sagan poco después del estreno, refiriéndose a él como el creador, autor principal, narrador y presentador de la nueva serie de la televisión pública Cosmos.

### El «efecto Sagan»
El éxito y fama cosechados por Sagan, debidos a su dedicación a la divulgación, le causaron problemas profesionales y que algunos colegas le ridiculizasen. En la década de 1990 se difundió entre el mundo académico la idea de que se dedicaba más a la divulgación que a investigar, y perdió así la oportunidad de ingresar como numerario en la Universidad de Harvard y en la Academia Nacional de Ciencias de Estados Unidos. Sin embargo la producción científica de Sagan había mantenido los mismos niveles. Este tipo de situaciones, que son relativamente comunes entre científicos que se dedican además a la divulgación de la ciencia y se exponen a la opinión pública, se conocen como «efecto Sagan» a raíz del caso del astrofísico.

## En la cultura popular
- Carl Sagan aparece en algunos de los videos musicales que componen la obra Symphony of Science de John Boswell: «A Glorious Dawn»,[90] «We are all conected»,[91] «Our place in the Cosmos»,[92] «The Unbroken Thread»,[93] «The Poetry of Reality (An Anthem for Science)»,[94] «The Case of Mars»,[95] «A Wave of Reason»,[96] «The Big Begining»,[97] «Ode to the Brain»[98] y «Beyond the Horizon».[99]